# Schachteln

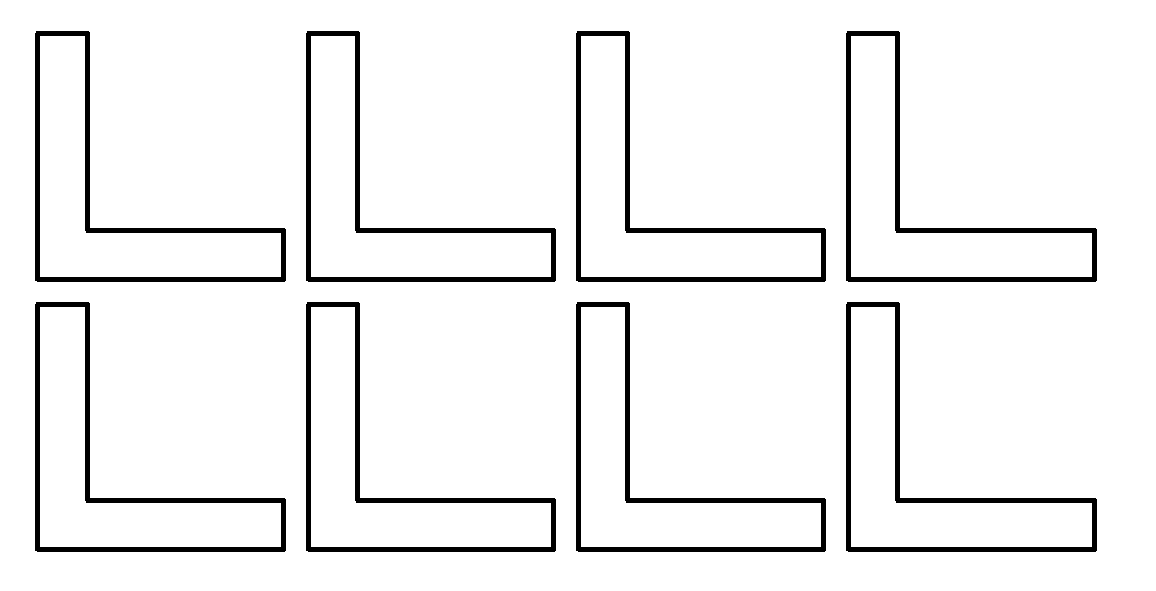
Bild 1: Rechteckanordnung

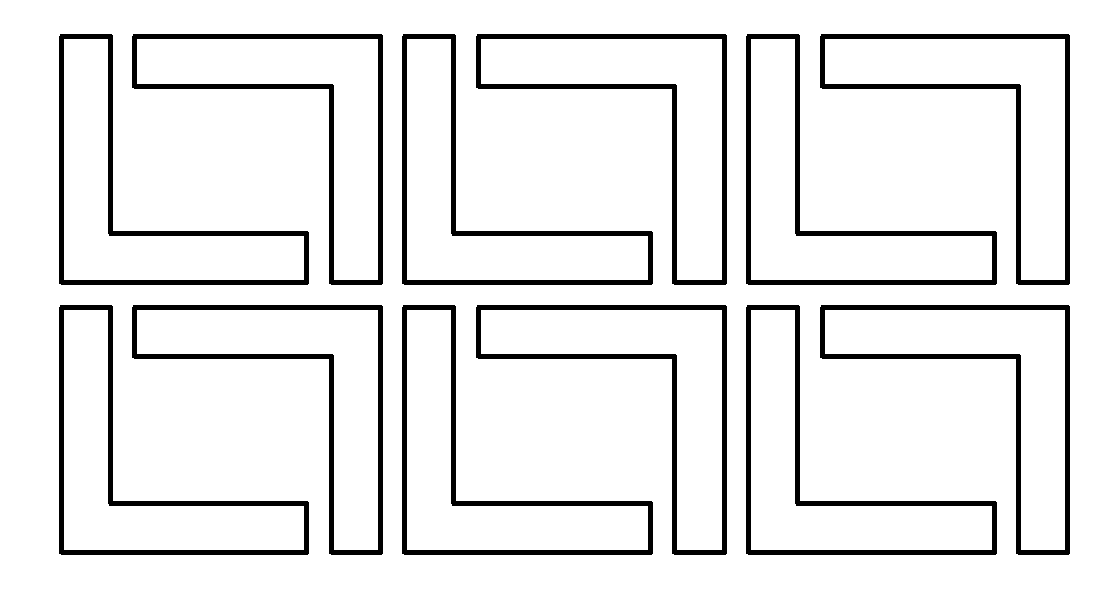
Bild 2: Rechteckanordnung mit Teiledrehung

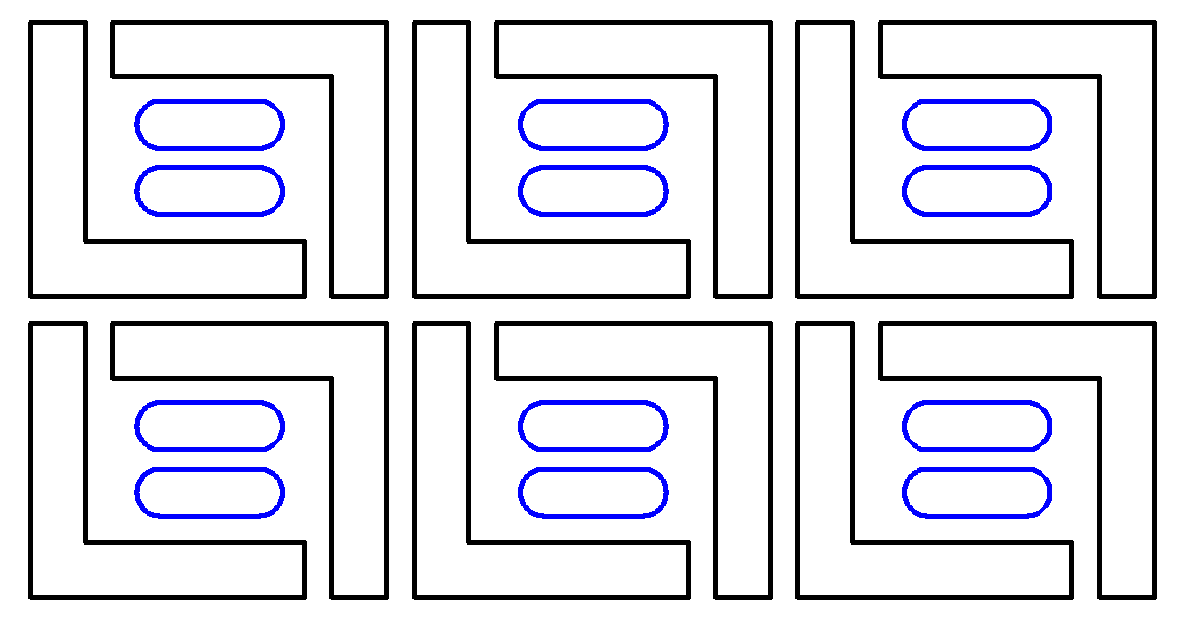
Bild 3: Optimierte Schachtelung

Als Schachteln wird das platzsparende Anordnen von Teilen beim Lagern, Verstauen, Verpacken oder zum Ausschneiden bezeichnet.

## Ausschneiden
Zum Ausschneiden von Geometrieelementen aus einer Fläche werden diese platzsparend angeordnet. So werden beispielsweise einzelne Blechteile, die aus einer Blechtafel durch Nibbeln, Laserschneiden oder Wasserstrahlschneiden gewonnen werden sollen, geschachtelt. Ebenso beim Zuschnitt von Stoffteilen in der Textilindustrie, bei Leder- oder Pelzteilen aus Tierhäuten, beim Zuschnitt von Fliesen, von Holzteilen aus Brettern.
Neben einer Anordnung der Teile, die das spätere Ausschneiden begünstigt, wird insbesondere auf eine Minimierung des Verschnitts Wert gelegt. 
Die einfachste Methode des Schachtelns besteht in einer schlichten Rechteckanordnung, bei der die auszuschneidenden Elemente in Rechtecke gehüllt werden, die danach reihenweise angeordnet werden (Bild 1). Bessere Algorithmen berücksichtigen darüber hinaus die Möglichkeit, die Elemente zu drehen, um sie dadurch enger zusammen schieben zu können (Bild 2). In der Praxis wird darüber hinaus versucht, freibleibende Bereiche durch kleinere oder anders geformte Elemente zu nutzen (Bild 3).

## Verpacken
Beim Verpacken soll durch günstige Anordnung der Inhalte Verpackungsmaterial und Lagervolumen gespart werden, bei gleichzeitiger Gewährleistung der Verpackungssicherheit und Stapelfestigkeit. Als Grundformen haben sich bewährt: Quader, Zylinder, Tetrapak. Kompliziertere Formen werden durch spezielle Verpackungshalter gesichert, wobei in die dabei entstehenden Hohlräume weitere Teile verpackt werden (Beispiel: Kabel und Fernbedienung beim Fernseher).

## Stauen
Beim Stauen geht es darum, einen vorhandenen Raum bestmöglich auszunutzen, beispielsweise den Laderaum eines Schiffes, eines Lastwagens oder den Kofferraum eines Autos. 
Lagerraum ist teuer, deshalb werden Teile raumsparend gelagert. Dabei ist gleichzeitig dafür zu sorgen, dass sowohl die Einlagerung als auch das Wiederfinden und die Auslagerung einfach, schnell und sicher erfolgen kann.